# Narayanrao Peshwa

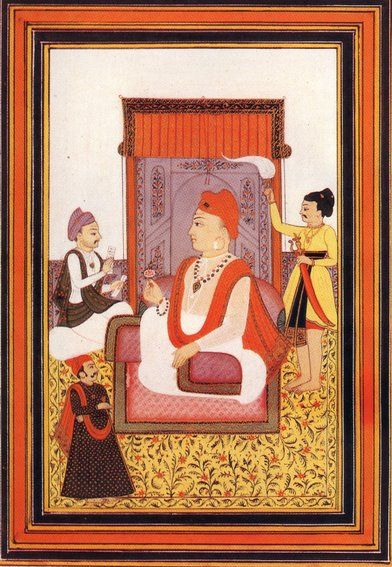
Narayanrao Peshwa.

Narayanrao, född 1749, död 1773, blev peshwa över marathernas rike 1772 efter äldre broderns, Madhavrao Peshwas död i tuberkulos. Han mördades själv av sin farbroder Raghunathrao 1773 i Shanivarwada, Pune.